# Беркли, Джордж
Джордж Бе́ркли, известный в историографии как епископ Беркли (англ. George Berkeley, Bishop Berkeley; 12 марта 1685, Томастаун, графство Килкенни, Ирландия — 14 января 1753, там же) — англо-ирландский философ, священнослужитель англиканской церкви Ирландии, епископ Клойна с 1734 года. В истории философии наиболее известен как основоположник теории субъективного идеализма («имматериализма»), отрицающей существование материальной субстанции и вместо этого утверждающей, что привычные объекты, такие как столы и стулья, являются идеями, воспринимаемыми разумом, и, как следствие, не могут существовать без восприятия. Беркли также известен своей критикой абстракции, важной предпосылкой в его аргументе в пользу имматериализма.
В 1709 году Беркли опубликовал свою первую крупную работу «Опыт новой теории зрения», в которой он рассмотрел ограничения человеческого зрения и выдвинул теорию о том, что надлежащие объекты зрения — это не материальные объекты, а свет и цвет. Это предвосхитило его главный философский труд «Трактат о принципах человеческого знания» в 1710 году, который, после того, как его плохо приняли, он переписал в форме диалога и опубликовал в 1713 году под названием «Три разговора между Гиласом и Филонусом». В этой книге взгляды Беркли были представлены Филонусом (греч. «Любящий разум»), а Гилас («гюле», греч. «Материя») олицетворяет противников англо-ирландского мыслителя, в частности Джона Локка.
В трактате «О движении» (1721 год) Беркли выступил против учения Исаака Ньютона об абсолютном пространстве, времени и движении. Его аргументы предшествовали взглядам Маха и Эйнштейна. В 1732 году он опубликовал «Алсифрон», христианскую апологетику против вольнодумцев, а в 1734 году он опубликовал «Аналитик», критику основ исчисления, оказавшего влияние на развитие математики.
Интерес к работам Беркли возрос после Второй мировой войны, потому что он поднимал многие вопросы, представлявшие первостепенный интерес для философии XX века: проблемы восприятия, разница между первичными и вторичными качествами и важность языка.

## Биография
Родился близ Томастауна (графство Килкенни, Ирландия). Учился в колледже в Килкенни, затем в Тринити-колледже (колледж св. Троицы) в Дублине, в 20 лет получил бакалавра. В 1721 году был назначен придворным проповедником наместника ирландского герцога Грефтона, а вскоре произведён в деканы города Дерри. Получив по завещанию довольно крупное наследство, Беркли сделал предложение основать на Бермудских островах миссионерское учебное заведение для обращения язычников Северной Америки в христианство; план Беркли не только был встречен сочувственно влиятельнейшими представителями английской аристократии, но и нашёл поддержку в парламенте, так что в 1728 г. он оставил своё деканство и с некоторыми единомышленниками отправился в Род-Айленд, чтобы приступить к исполнению своего плана. Дело окончилось, однако, самым неожиданным образом: удалившись на Бермудские острова, миссия была забыта и английским обществом и парламентом и, за недостатком средств, должна была вернуться обратно.

Находясь в Америке, Беркли обрел, однако, своего первого ученика и последователя — Сэмюеля Джонсона, впоследствии президента Королевского колледжа, занятия в котором велись по планам, намеченным Беркли в письме к Джонсону, колледжа, послужившего основой будущего Колумбийского университета. Свой труд «Elementa philosophica» (1752) Джонсон посвятил своему учителю. А учеником самого Джонсона был Джонатан Эдвардс — самый влиятельный американский теолог и философ-идеалист первой половины XVIII в., утвердивший в этой стране берклианскую линию в философии. В память о неосуществленных замыслах ирландского философа-миссионера его имя носит американский приморский город, где расположен Калифорнийский университет. — Быховский Б.Э. Джордж Беркли. — М., 1970. — С. 25.

Отношения двух философов, вернее влияние Беркли на Сэмюэла Джонсона, составило целую главу в истории ранней американской философии. …
Главное философское произведение Джонсона — «Начала философии» («Elementa philosophica») — было опубликовано в 1752 году. Книга разделялась на две части — «Ноэтику» и «Этику». В первой рассматривались гносеологические проблемы, созвучные берклианству, во второй — теория морали. — Покровский Н.Е. Ранняя американская философия. М., 1989. — С. 182, 183.
Джордж Беркли обладал обширным и многосторонним образованием, не был чужд ни одной отрасли человеческого знания и благородным характером внушал к себе уважение всех приходивших с ним в соприкосновение.
В 1704 г. Беркли получил первую учёную степень «бакалавра искусств», в 1707 г. — звание fellow (научного сотрудника) и начал преподавание в колледже. В том же году Беркли завёл философский дневник, в котором начал создавать набросок своей будущей философской системы. Дневниковые записи Беркли были впервые обнаружены в 1871 г. А. Фрейзером и опубликованы под названием «Commonplace Book of Occasional Metaphysical Thoughts» («Общая тетрадь для записи различных метафизических мыслей»). Впоследствии Артур Люс, коренным образом переработав эти рукописи, переиздал их под названием «Philosophical Commentaries» («Философские комментарии»).
В 1709 г. Беркли опубликовал своё первое крупное сочинение «Опыт новой теории зрения», а в 1710 г. — «Трактат о принципах человеческого знания».

«Трактат» был и остается главным философским произведением ирландского мыслителя… Собственно говоря, это была лишь первая часть «Трактата».— Быховский Б. Э. Джордж Беркли. — М., «Мысль», 1970. — С. 18,19.

Он планировал части II, III и IV, посвященные духу, физике и математике соответственно. Ни одна из этих частей не была написана, но трактаты «О движении» (1721) и «Аналитик» (1734) представляют собой суррогаты частей III и IV. — Turbayne C.M. Berkeley’s Two Concepts of Mind // Engle, Gale, and Gabriele Taylor. Berkeley’s Principles of Human Knowledge: Critical Studies. Belmont, Cal.: Wadsworth, 1968, p. 24.
Как сообщал Беркли своему ученику в Америке С. Джонсону, 2-я часть «Трактата…» все же была написана и осталась не опубликованной лишь вследствие её потери:

Что касается второй части моего «[Трактата о] принципах человеческого знания», то тут дело в том, что я уже значительно продвинулся в его написании, но эта рукопись была утеряна примерно 14 лет тому назад во время моей поездки по Италии, и с того времени у меня не было досуга для осуществления такого неприятного дела, как дважды писать на одну и ту же тему. — Письмо Беркли С. Джонсону от 25 ноября 1729 г. // Беркли Дж. Соч. — М.: Мысль, 1978. — С. 523.
«Философская система Беркли была изначально задумана как модернистский вестибюль, ведущий в храм божий», как «часть религиозной апологетики, очерк конструктивной естественной теологии, теистической метафизики».

Как однажды выразился А. А. Люс: «Вы думаете, что он [Беркли] строит дом, а обнаруживаете, что он построил церковь». — Berman D. George Berkeley: Idealism and the Man. Oxford: Clarendon Press, 1994 (Reprinted 2002 ISBN 0-19-826467-4). — P. v (“Preface”).
Особенно часто Беркли вспоминают в Америке. В епископальной церкви США имя Беркли включено в церковный календарь, 16 июня его день.

## Философия
Философское мировоззрение Беркли развилось, отчасти, как протест против господствовавших в его время реалистических и материалистических идей, отчасти же под влиянием сенсуализма Локка. По учению Беркли только дух существует на самом деле, весь же материальный мир является одним обманом наших чувств; непроизвольность этого обмана коренится в первоначальных представлениях, возбуждённых душой всех душ — самим Богом. Этот спиритуализм послужил поводом для многочисленных недоразумений и возбудил против Беркли как философов, так и богословов.

Одно из основных положений берклианской концепции — «существовать — значит быть воспринятым» (esse est percipi). В такой концепции Беркли сформулировал доктрину субъективного идеализма, последовательное проведение которого невозможно без признания существования только единичного субъекта, «Я» — доктрину так называемого солипсизма («существую только я один»)— Соколов В. В. Основной вопрос философии в его историко-философской конкретности и развитии // «Философские науки» № 8, 1990. С. 81
Согласно Беркли, формула «существовать — значит быть воспринимаемым» применима лишь к объектам чувственно воспринимаемого мира. Смысл этой формулы заключается в отрицании существования материального мира:

Странным образом среди людей преобладает мнение, что дома, горы, реки, одним словом, чувственные вещи имеют существование, природное или реальное, отличное от того, что их воспринимает разум.— «Трактат…» #4
Все чувственные вещи, по Беркли, существуют лишь в сознании человека так же, как предметы, которые человек представляет во сне. Но, в отличие от образов сновидений, объекты, воспринимаемые наяву, являются не плодом воображения, а результатом воздействия Божества, которое возбуждает «идеи ощущений» в сознании человека.

Но рядом с этим бесконечным разнообразием идей или предметов знания существует равным образом нечто познающее или воспринимающее их… Это познающее деятельное существо есть то, что я называю умом, духом, душою или мной самим. Этими словами я обозначаю не одну из своих идей, но вещь, совершенно отличную от них, в которой они существуют.— «Трактат…» #2
В противоположность чувственно воспринимаемым объектам, существование духа характеризуется формулой «существовать — значит воспринимать» (esse est percipere). Таким образом, по Беркли, существуют только идеи и духи, в которых эти идеи возникают. Никакой материи, которая отражалась бы в наших восприятиях, нет.
Согласно широко распространённой точке зрения, признание существования других «конечных духов» с их esse est percipere противоречит тем аргументам, с помощью которых Беркли пытается доказать несостоятельность убеждения в существовании материального мира. По мнению многих историков философии, центральное положение онтологии Беркли — принцип esse est percipi — имеет своим неизбежным следствием солипсизм. Ведь если все чувственно воспринимаемые объекты, по формуле esse est percipi, суть лишь мои ощущения, то отсюда следует, что и другие люди, которых я воспринимаю, суть не что иное, как комплексы моих ощущений, содержание моего собственного сознания. Сам Беркли признавал, что у познающего субъекта

нет ни непосредственной очевидности, ни доказательного знания о существовании других конечных духов. — Беркли Дж. Три разговора между Гиласом и Филонусом. Третий разговор // Беркли Дж. Соч. — М.: Мысль, 1978. — С. 326. — 50 000 экз.
Беркли считал, что вывод о существовании других «конечных духов» представляет собой лишь правдоподобное, вероятное умозаключение, основанное на аналогии («Трактат…» ##145-148).
По мнению многих исследователей, непоследовательность рассуждений Беркли обнаруживается даже в признании индивидуального «Я» как духовной субстанции. Те же самые аргументы, которые Беркли использовал в своей критике понятия материальной субстанции, делают неправомерным вывод философа о том, что познающий субъект есть не «система текучих идей», а неделимое, деятельное начало («Трактат…» #89). Впоследствии Д. Юм распространил выдвинутую Беркли феноменалистическую критику понятия материи на понятие духовной субстанции и пришёл к выводу, что индивидуальное «Я» есть не что иное, как «пучок восприятий».

## Беркли и континентальная философия
Отождествляя чувственные вещи с «комбинациями ощущений» в человеческом сознании, Беркли вместе с тем не утверждал, что познающий субъект является творцом чувственно воспринимаемого мира.

Какую бы власть я ни имел над моими собственными мыслями, я нахожу, что идеи, действительно воспринимаемые в ощущении, не находятся в… зависимости от моей воли. Когда я открываю глаза при полном дневном свете, то не от моей воли зависит выбрать между видением или невидением, а также определить, какие именно объекты представятся моему взгляду; то же самое относится к слуху и другим ощущениям: запечатленные ими идеи не суть создания моей воли. Существует, следовательно, другая воля или другой дух, который производит их. —  «Трактат…» #29
Так Беркли приходит к выводу о существовании Бога, или «бесконечного Духа», который порождает ощущения в сознании людей («конечных духов»). Признав волю Бога причиной человеческих восприятий, Беркли тем самым выдвинул положение, родственное окказионализму, который получил развитие в работах Н. Мальбранша и других последователей Декарта. Сам Беркли категорически отрицал сходство своих воззрений с учением Мальбранша о «видении всех вещей в Боге», настаивая, что

не существует принципов более фундаментально противоположных. —  «Три разговора между Гиласом и Филонусом», 2-й разговор
Однако специальными историко-философскими исследованиями было установлено наличие преемственной связи философских взглядов Беркли и Мальбранша. Некоторые авторы даже выступили с сенсационной трактовкой, характеризуя Беркли как «ирландского картезианца» и отвергая ранее общепринятую точку зрения о принадлежности его философского учения к эмпиризму. Такая интерпретация берклианства остается спорной, но факт влияния на формирование философской системы Беркли не только Дж. Локка, но и континентальной философии, особенно в лице Мальбранша, считается несомненным.

## Моральная философия
- См. по этой теме: Olscamp, P. J. The Moral Philosophy of George Berkeley. The Hague: Martinus Nijhoff, 1970.

Работа Беркли «Пассивное повиновение» (1712)

является его главным вкладом в моральную и политическую философию. … Другими важными источниками этических воззрений Беркли являются «Алкифрон» (1732), особенно диалоги 1-3, и «Discourse to Magistrates» (1738).
Цель сражения, предпринятого Беркли в «Алсифроне», — … опровержение тезиса о независимости морали от религии и веры в бога. … Беркли не создал самостоятельной этической системы, намечавшейся им как вторая часть «Трактата», и все его устремления в «Алсифроне» сводятся к реабилитации христианской этики.
Книга написана в форме семи «платоновских» диалогов. …
Рассказ ведётся от лица Диона, одного из гостей, собравшихся на ферме Ефранора, не принимающего участия в длившейся целую неделю дискуссии. Кроме соседей среди приезжих гостей два свободомыслящих философа: Алсифрон, олицетворяющий Шефтсбери, и Лисикл, представляющий Мандевиля, вокруг высказываний которых развёртывается острая, горячая полемика.

## Место в истории философии
Философия Беркли представляет чрезвычайно важный момент исторического развития новой философии, знаменуя переход от картезианской и локковской философии к скептицизму Юма и Кантовой критике чистого разума. По характеристике А. Шопенгауэра, Беркли приобрел «бессмертную заслугу перед философией» благодаря тому, что первым выступил с решительным и развёрнутым обоснованием положения о мире как совокупности представлений в сознании субъекта, став тем самым «отцом идеализма».
Беркли вошёл в учебники как великий представитель «британского эмпиризма». Он оказал влияние на многих философов Нового времени. Так, Томас Рид признавал, что долгое время находился под обаянием философии Беркли перед тем, как выступил с её решительной критикой.

Идеализм Беркли проложил дорогу скептицизму Юма и Кантовой критике разума. — Смирнов А.И. Философия Беркли. Исторический и критический очерк. — Варшава: Типография Варшавского учебного округа № 487, 1873. — С. 5.
Некоторые авторы проводят параллель между Беркли и Гуссерлем.
Сочинение Беркли «Трактат о принципах человеческого знания» увидело свет на три года раньше публикации трактата Артура Коллиера «Clavis Universalis, или Новое исследование истины, являющееся доказательством несуществования внешнего мира». Философские рассуждения А. Коллиера весьма близки имматериализму Беркли, хотя исторически доказана независимость первого от последнего
.
При жизни Беркли его философские идеи были сравнительно маловлиятельны. За именем Беркли на долгие годы закрепилась репутация солипсиста, который был не совсем в здравом уме, и ещё столетие после публикации «Трактата…» его концепция служила предметом лимериков, выражавших скорее удивление и насмешку, чем серьёзный интерес. Однако с тех пор, как в 1871 г. «английский берклианец Фрейзер» издал собрание сочинений Беркли, интерес к его философскому учению возрос. Возникавшие на рубеже XIX—XX вв. новые философские учения (эмпириокритицизм, неореализм и др.) обращались к идейному наследию Беркли, называли его своим прямым предшественником, заимствовали и развивали его теоретические положения или, наоборот, ставили задачу опровергнуть их. Так, например, критика тезиса Беркли «esse est percipi» — предмет статьи Дж. Мура «Опровержение идеализма» (1903).
К этому периоду относится и имманентная философия — «интересная, но пока ненаписанная в отечественной истории философии страница необерклианства»:

Та современная наука, которую я обозначаю как имманентную философию, … нашла свою пока что наиболее совершенную разработку в «Теории зрения» и «Трактате о началах…» Беркли" — так характеризует общую тенденцию и конкретное гносеологическое содержание имманентной философии М. Кауфман.
Мощный толчок серьёзным исследованиям по философии Беркли был дан работами Люса и Джессопа, благодаря которым берклиеведение оформилось в самостоятельную область историко-философской науки.
Удельный вес берклиеведения в общей массе историко-философской литературы всё возрастает. Судить об этом можно на основании наиболее полных библиографий по философии Беркли. В них находим, что с 1709 по 1932 гг. было издано около 300 работ, что составляло около полутора работ в год. С 1932 по 1979 гг. вышло уже более тысячи, то есть около 20 работ ежегодно. В 80-е годы количество публикаций ещё удвоилось.
В 1977 г. в Ирландии начал издаваться специальный журнал Berkeley Newsletter («Берклиевский бюллетень»), посвящённый жизни и творчеству Беркли. Среди славянских стран по количеству берклиеведческих монографий лидирует Польша. Даже русскоязычная книга по философии Беркли впервые издана в Варшаве, поскольку Польша в ту пору входила в состав России.
В своей известной философской работе «Материализм и эмпириокритицизм» В. И. Ленин негативно отзывается о субъективном идеализме Беркли и критикует его основные идеи с позиций диалектического материализма.

## Наиболее известные сочинения
- «Опыт новой теории зрения» («An Essay Towards a New Theory of Vision» (Лондон, 1709; новое издание, с примечаниями Коуелея, Лондон, 1860))
- «Трактат о принципах человеческого знания» («Treatise Concerning the Principles of Human Knowledge» (Лондон, 1710))
- «Три разговора между Гиласом и Филонусом» («Three Dialogues between Hylas and Philonous» (Лондон, 1713))
- «Алсифрон, или Мелкий философ» («Alciphron, or The Minute Philosopher» (Лондон, 1732))
- «Сейрис, или Цепь философских размышлений и исследований» («Siris: A Chain of Philosophical Reflexions and Inquiries» (1744))

### На английском языке
- Bennett J. Locke, Berkeley, Hume: central themes[51]. Oxford, 1971. ISBN 0-19-875016-1, ISBN 978-0-19-875016-1
- Berman, David. George Berkeley: Idealism and the Man. Oxford: Clarendon Press, 1994.
- Frederich, «Ueber B. s Idealismus» (Берлин, 1870).
- Johnson, Samuel. Elementa philosophica — эл. версия для просмотра в браузере, Google Books, полный просмотр.
- New Interpretations of Berkeley’s Thought. Ed. by S. H. Daniel[52]. N. Y.: Humanity Books, 2008, 319 pp. ISBN 978-1-59102-557-3.
- Tipton, I. C[53]. Berkeley, The Philosophy of Immaterialism London: Methuen, 1974. ISBN 0-416-70440-9 ISBN 978-0-416-70440-2
- Watson, R.A. The breakdown of Cartesian metaphysics Hackett Publishing, 1998. (A reissue of the Humanities Press Edition of 1987.)[54] Reviewed by: A. Hausman. Noûs Vol. 27, No. 2 (Jun., 1993), pp. 272—275.
- Winkler, Kenneth P. Berkeley: An Interpretation. Oxford: Clarendon Press, 1989. ISBN 0-19-824907-1 ISBN 978-0-19-824907-8
- Kenneth P. Winkler, ed. The Cambridge Companion to Berkeley. — Cambridge: Cambridge University Press, 2005. — ISBN 978-0-521-45033-1. (недоступная ссылка)
- Wisdom J. The unconscious origin of Berkeley’s philosophy. London,1953.
- Bruno Marciano, George Berkeley. Estetica e idealismo, Nova Scripta, Genova 2010

### На русском языке

#### Основная
- Блонский П. П. Проблема реальности у Беркли. — Изд-е 2-е[55]. — М.: Книжный дом «ЛИБРОКОМ», 2009. — 160 с. — (Из наследия мировой философской мысли: история философии). — ISBN 978-5-397-00755-9.
- Богомолов А. С. Критика субъективно-идеалистической философии Д. Беркли: Лекция[56] / Утверждено кафедрой истории зарубежной философии МГУ. — М.: изд-во Московского университета, 1959. — 3000 экз. (недоступная ссылка)
- Быховский Б. Э. Джордж Беркли. — М.: Мысль, 1970. — 220 с. — (Мыслители прошлого). — 28 000 экз.
- Смирнов А. И. Философия Беркли. Исторический и критический очерк. — Варшава: Типография Варшавского учебного округа № 487, 1873. (недоступная ссылка)

#### Дополнительная
- Беркли, Джордж // Энциклопедический словарь Брокгауза и Ефрона : в 86 т. (82 т. и 4 доп.). — СПб., 1891. — Т. IIIa. — С. 540.
- Т. А. Дмитриев. Беркли // Новая философская энциклопедия : в 4 т. / пред. науч.-ред. совета В. С. Стёпин. — 2-е изд., испр. и доп. — М. : Мысль, 2010. — 2816 с.
- Багрецов Л. М. Несколько слов по истории появления идеалистической философии Джорджа Беркли (недоступная ссылка) // Вера и разум. 1908. № 15. Отд. 1. С.362-376.
- Васильева М. Ю. Кант и Беркли: сходство или различие? (PDF) // Кантовский сборник. 2009. № 1. С. 30-39.
- Гайдамака В. П. Проблема духовной субстанции у Д. Беркли // История зарубежной философии и современность / Под ред. проф. А.С. Богомолова. — М.: изд-во Московского университета, 1980. — С. 21—28.
- Дебольский Н. Г. О философии Беркли // Журнал министерства народного просвещения. 1904. Ч. 356. Ноябрь. Отд. 2. С.114-128.
- Девяткин С. В. Берклиеведение: основные этапы, проблемы и перспективы // Вестник Новгородского государственного университета им. Ярослава Мудрого. Сер. Гуманитарные науки. 1999. № 12. С.21-25.
- Заиченко. Объективность чувственного знания: Локк, Беркли и проблема «вторичных качеств» (недоступная ссылка — история) // Филос. науки. — 1985. — № 4. — С. 98—107.
- Мельвиль Ю. К., Сушко С. А. Аргумент доктора Джонсона: Сэмюэль Джонсон как критик Беркли // Вопросы философии. 1981. № 3. С. 133—144.
- Мур Дж. Опровержение идеализма[57] // Историко-философский ежегодник. 1987. С. 247—265.
- Покровский Н.Е. Сэмюэл Джонсон // Ранняя американская философия. Пуританизм. — М.: Высш. шк., 1989. — С. 180—208. — 246 с. — (Учеб. пособие для гуманит. фак. ун-тов). — 21 000 экз. — ISBN 5-06-000003-6.
- Поппер К. Заметки о Беркли как предшественнике Маха и Эйнштейна. Перевод с англ. С. В. Девяткина // ВЕСТНИК НОВГОРОДСКОГО ГОСУДАРСТВЕННОГО УНИВЕРСИТЕТА Сер.: Гуманит. науки. — 2000 — № 16. — C. 82-90.
- Якапи, Роомет. Беркли и отдельное состояние души: общие замечания = Berkeley and the Separate State of the Soul: A Note  / Перевод с английского А. А. Ахвледиани.

## Дж. Беркли в художественной литературе
- «1984» Дж. Оруэлла
См. об этом: Wenz P.S. The critique of Berkeley’s empiricism in Orwell’s 1984 // Idealistic studies. — Worchester, 1986. — Vol. 16. — № 2. — P. 133—152. [Критика эмпиризма Беркли в сочинении Дж. Оруэлла «1984»]
- Произведения Сэмюэля Беккета, в том числе сценарий «Фильма», в котором упоминается принцип esse est percipi; см.:
Sylvie Debevec Henning. ‘Film’: a dialogue between Beckett and Berkeley
David Berman. Beckett and Berkeley // Irish University Review, Vol. 14, No. 1 (Spring, 1984), pp. 42-45.
Frederik N. Smith. Beckett and Berkeley: A Reconsideration. Samuel Beckett Today / Aujourd’hui 7: 331—347.
- «Священная книга оборотня» В. Пелевина

## Библиографии берклиеведческих работ
- Jessop T. E., Luce A. A. A bibliography of George Berkeley.
- Turbayne C. M. A Bibliography of George Berkeley 1963—1979 (недоступная ссылка) // Berkeley: Critical and Interpretive Essays. Ed. by C. M. Turbayne. Manchester. 1982. P. 313—329.
- Parigi, Silvia. Berkeley Bibliography (1979—2008) — A Supplement to Jessop’s and Turbayne’s Bibliographies
- A bibliography on George Berkeley — около 300 наименований с XIX в. по настоящее время
- Tomy C. A. & Varadarajan N. A bibliography on George Berkeley — на сайте Индийского института технологии в г. Канпур
- См. также «Библиографический указатель» ИНИОН РАН

### Сочинения Беркли
- Беркли Дж. Алкифрон, или Мелкий философ. Работы разных лет = Alciphron, or the Minute Philosopher. Passive Obedience. Essays in the “Guardian.” / Перевод с английского, составление и комментарии А. А. Васильева. — СПб.: Алетейя, 1996. — (Памятники религиозно-философской мысли Нового времени.). — 3000 экз. — ISBN 5-85233-003-32 (ошибоч.).
- Беркли Дж. Сочинения / Сост., общ. ред. и вступит. статья И. С. Нарского. — М.: Мысль, 1978. — 556 с. — (Философское наследие). — 50 000 экз.
  - Беркли Дж. Сочинения / Сост., общ. ред. и вступит. статья И. С. Нарского. — М.: Мысль, 2000. — 560 с. — (Классическая философская мысль). — 5000 экз. — ISBN 5-244-00947-8.
- Беркли Дж. Трактат о принципах человеческого знания — главное философское сочинение Дж. Беркли
- Дж. Беркли «Три разговора между Гиласом и Филонусом» на сайте РГИУ
- «Три разговора между Гиласом и Филонусом» — параллельный текст на русском и английском языках
- Джордж Беркли. Будущее состояние души = The Future State [of the Soul] // The Guardian No27, Saturday, April 11, 1713  / Перевод с английского Александра Ахвледиани.
- Джордж Беркли О духовном притяжении. (Перевод А. Беседина) // Историко-философский альманах. — 2012. — № 4. — С. 123—125.
- Сочинения Дж. Беркли в подлиннике:
Mickelsen, Carl. Readings in Modern Philosophy. George Berkeley — Антология электронных текстов (англ.)

The Works of George Berkeley. Ed. by Alexander C. Fraser. In 4 Volumes. Oxford: Clarendon Press, 1901.
- Vol. 1
- Vol. 2
- Vol. 3
- Vol. 4

### О Дж. Беркли
- Garth Kemerling. George Berkeley — указатель ресурсов Интернета (сочинения Беркли, книги и статьи по философии Беркли, в том числе электронные версии)
- Berkeley Time Line — вехи жизненного пути Дж. Беркли
- Международное общество Беркли (англ.)
- Berkeley Studies (Berkeley Newsletter)
- Downing, Lisa. George Berkeley — статья в Стэнфордской философской энциклопедии
- Flage, Daniel E. George Berkeley — The Internet Encyclopedia of Philosophy
- Atherton, Margaret. (см. её Curriculum Vitae) Статьи по философии Беркли в формате Word 97-2003: (англ.)
  1. Berkeleianism and the Denial of Matter[58] // George Berkeley: vidění, duše, hmota. Pracovní skupina pro studium novověké racionality při Filosofickém ústavu AV ČR ve spolupráci s Ústavem filosofie a religionistiky FF UK.
  2. Berkeley’s Last Word on Spirit
- Bettcher, Talia Mae. Berkeley: A Guide for the Perplexed. — курс и статьи по философии Беркли (California State University)
- Electronic Texts for philosopher Charlie Dunbar BROAD (1887—1971):
  1. Berkeley’s Argument About Material Substance N. Y., 1975 (Repr. of the 1942 ed. publ. by the British Academy, London.)
  2. Berkeley’s Denial of Material Substance — Впервые опубликовано в: «The Philosophical Review» Vol. LXIII (1954).
- George Berkeley Study Pack (6 Biographies; 6 Encyclopedia Articles; 12 Literature Criticism Essays; 1 Student Essay)
- Джордж Беркли — В кн.: История философии: Запад-Россия-Восток (книга вторая. Философия XV—XIX вв.)
- Эрн Вл. Беркли как родоначальник современного имманентизма // Эрн Вл. Борьба за Логос. Г. Сковорода. Жизнь и учение (недоступная ссылка). — Мн.: Харвест, М.: АСТ, 2000. — 592 с. — (Классическая философская мысль). ISBN 985-433-805-3
- Омельченко Н. В. Всемогущество мыслей Джорджа Беркли, или метафизика тирании. — В кн.: Омельченко Н. В. Опыт философской антропологии. Волгоград: изд-во Волгоградского университета, 2005. С. 147—153 (Глава 3.1).

### Известные берклиеведы

#### В западных странах
| - Аираксинен, Тимо - Паппас, Джордж - Фрейзер, Александр - Люс, Артур Актон - Уорнок, Джеффри | - Тобейн, Колин - Ayers, Michael R. (англ.) - Bennet, Jonathan (англ.) - Дэнси, Джонатан |

В славянских странах
- Клейнер, Юлиуш
- Миловит Кунинский (пол. Miłowit Kuniński)
- Джеймс Хилл

#### На территории бывшегоСССР
| - Блонский, Павел Петрович - Быховский, Бернард Эммануилович | - Смирнов, Аполлон Иванович - Якапи, Роомет |